# ボニファシウス・アメルバッハの肖像
『ボニファシウス・アメルバッハの肖像』（ボニファシウス・アメルバッハのしょうぞう、独: Bildnis des Bonifacius Amerbach、英: Portrait of Bonifacius Amerbach） は、ドイツ・ルネサンス期の画家ハンス・ホルバインが松板上に混合技法で描いた絵画で、縦29.9、横28.3センチの大きさである。ホルバイン最初期の作品の1つであり、著名な学者であったボニファシウス・アメルバッハをモデルとしている。作品は、アメルバッハと息子バジリウス (Basilius) の収集品から構成された「アメルバッハ収集室」に所蔵されていたが、現在はバーゼル市立美術館に寄託されている。

## 人物
ボニファシウス・アメルバッハはバーゼルとフライブルクで法律と古代学を学んだ。1520年に学問を修めるためアヴィニョンに赴き、重要なバーゼル大学でローマ法を教える地位を得た。アメルバッハの学者としての地位はデジデリウス・エラスムスとの交友によっても明らかで、エラスムスはアメルバッハを唯一の後継者とした。後にアメルバッハはホルバインの作品の熱心な収集家となったが、息子のバジリウスもホルバインの作品を収集し、それらの作品をアメルバッハ収集室に所蔵した。

## 作品
本作は、1519年にアヴィニョンに赴く前のアメルバッハが、自身が死亡した場合に家族に残す記念となるよう委嘱したものである。ホルバインは、ルツェルンからバーゼルに戻ってからすぐにアメルバッハを描いた。アメルバッハは、自身の肖像画制作中にホルバインと緊密に連携し、画面左側の木から下がっている、ホルバインを賛辞するラテン文字の銘文も作成した。
アメルバッハによるその銘文の注釈のいくつかがバーゼル大学図書館で見ることができる。 彼は絵画の注釈を注意深く作成しており、最初の言葉である「Picta licet」は、紙片に20回注釈が施されている。6行の詩のヴァージョンもあったが、彼は最終的に3つの成句の詩を選んだ。草稿のインクは同じ色を示しているため、アメルバッハは1日で書いたと想定されている。ホルバインが肖像画中に賞賛の辞を書き入れたのは最初のことであった。後のいくつかの作例同様、銘文はイチジクの木の図像と組み合わせて提示されている。
現代の研究により、アメルバッハがホルバインに銘文を変更するよう奨励したという推測が生まれている。というのは、アメルバッハが「色」を表す「COLORIBVS」を含む本来の銘文を用意していたものの、「行」を表す「LINEOLIS」が絵画に見出せるからである。この変更は、赤外線リフレクトグラフィーを使用した分析により発見された。 
アメルバッハの右側にはイチジクの木があり、背景には雪に覆われた山々がある。銘文にある1519年10月14日はアメルバッハの誕生日である。
この肖像画はバーゼルの画家ギルド  (同業者組合)  の組合員としてホルバインが制作した最初期の作品の1つである。組合員として彼は作品に完全な署名をすることが許された。それ以前のホルバインは、ガラスや書物の装飾をすることを主な仕事としていた。なお、髭のないアメルバッハの2枚目の肖像画用の銘文も見つかっているが、そのような作品が実際に制作されたのかどうかは不明である。

## 来歴
本作はアメルバッハ収集室に入ったが、この収集品はすべて1666年にバーゼル市とバーゼル大学に購入された。作品は後にバーゼル大聖堂近くの2つの別の場所に展示されていたが、現在は、1936年にバーゼル市立美術館が聖アルバン・グラーベン (St. Alban Graben) 通り沿いに開館した新しい建物に展示されている。